# Seeschlacht von Oliwa
Die Seeschlacht von Oliva war ein Gefecht zwischen schwedischen und königlich-polnischen Schiffen, das am 28. November 1627 auf der Reede von Danzig stattfand. Sie sollte die schwedische Blockade Danzigs aufbrechen. Im polnischen Nationalbewusstsein hat dieser Sieg eine große Bedeutung.

## Hintergrund
Nachdem der schwedische Reichstag König Sigismund III. entthront hatte und stattdessen seinen Onkel, den Großherzog von Finnland als schwedischen König Karl IX. berufen hatte, versuchte Sigismund diesen Thron wieder zurückzuerhalten. Diese Thronstreitigkeiten hatten allerdings eine längere Vorgeschichte und einen tieferen Hintergrund. Zum einen war Sigismund katholischen Glaubens und förderte diesen intensiv auch im protestantischen Schweden und zum anderen war er gleichzeitig gewählter polnischer König. Somit ergab sich zwischen Schweden und Polen eine doppelte Frontstellung und diese wurde durch die sich in Europa gegenüberstehenden Lager noch verstärkt. Auf der einen Seite das katholische Lager unter spanisch-habsburgischer Führung und dem gegenüber das protestantische und kalvinistische Lager mit Dänemark, Schweden, den Niederlanden, England und dazu das katholische Frankreich.
In der Ostsee trafen noch andere Interessen aufeinander, die aber der europäischen Großwetterlage widersprachen. Einmal hatten die Niederländer ein starkes Interesse, mit den Naturprodukten aus dem Baltikum hier ungestört Handel treiben zu können. So war die Getreideausfuhr aus Polen über Danzig, Riga und anderen Häfen der so genannte „Moederhandel“ von Amsterdam. Zum anderen begehrte das protestantische Schweden die Kontrolle über genau diesen Handel und die daraus entspringenden Steuereinkünfte und Zölle. Besonders der Sundzoll war begehrt. Den hatte aber das ebenfalls protestantische Dänemark in seiner Gewalt. Russland beanspruchte Teile Litauens von Polen und musste sich gleichzeitig gegen Schwedens Zugriff auf das Baltikum verteidigen, das Russlands Ostseezugänge eroberte.
Der Verlauf des Dreißigjährigen Krieges im Heiligen Römischen Reich verband nun die europäische Politik mit dem Kampf um das Dominium maris Baltici. Die bedrängten protestantischen Stände versuchten mit Hilfe Dänemarks, die katholische Liga aus dem Norden des Reiches zu vertreiben. Dabei hofften sie auf die Unterstützung aus den Niederlanden und England. Die katholischen Heere unter Tilly und Wallenstein wiederum boten der polnischen Seite Truppenkontingente gegen finanzielle Entschädigung und Versorgungsgüter an.

## Vorgeschichte
In dem seit 1597 tobenden Krieg zwischen Schweden und Polen waren seit dem Regierungsantritt Gustav II. Adolf Wasa der schwedischen Seite große Geländegewinne gelungen. Sie konnten nach der Eroberung Rigas 1621 bis zur Weichselmündung vorstoßen. Die Verbindung der schwedischen Truppen mit der Heimat erfolgte über See und wurde durch die schwedische Flotte gesichert. Für diesen Zweck wurde auch gerade die berühmte Vasa gebaut. Zur Unterbrechung dieser Verbindung und zum Aufbrechen der Blockade organisierte die Stadt Danzig unter der Aufsicht einer königlich-polnischen Kommission verschiedene Schiffe und Kommandanten. Diese Kommandanten heuerten die für die ihnen anvertrauten Schiffe notwendigen Mannschaften an.
Im Jahr 1627 wurden diese Fahrzeuge bei der Eroberung des befestigten Ortes Putzig (Puck) in der Danziger Bucht aktiv. Weniger erfolgreich waren die Aktionen im Mai. Dabei gelang zwar der Ausbruch nach einem Gefecht am 17. Mai bei Hel und einen Tag später bei Łeba. Aber vor der Übermacht der schwedischen Schiffe flüchteten die ausgebrochenen Fahrzeuge nach Kolberg. Da die Schweden die Blockade nicht aufhoben, segelten die Polen wieder nach Danzig zurück. Dabei hatten sie wieder Gefechtsberührung mit schwedischen Einheiten. Es gelang zu keinem Zeitpunkt, die Blockade von Danzig zu lockern.
Seitdem wurde die Danziger Bucht durch schwedische Schiffe blockiert.
Zusätzlich wurde in diesem Jahr die Blockade durch die Schweden über das Ende der Schifffahrtssaison hinaus aufrechterhalten. Beide Seiten bereiteten sich auf Aktivitäten auch im Winter vor.

## Die Schlacht

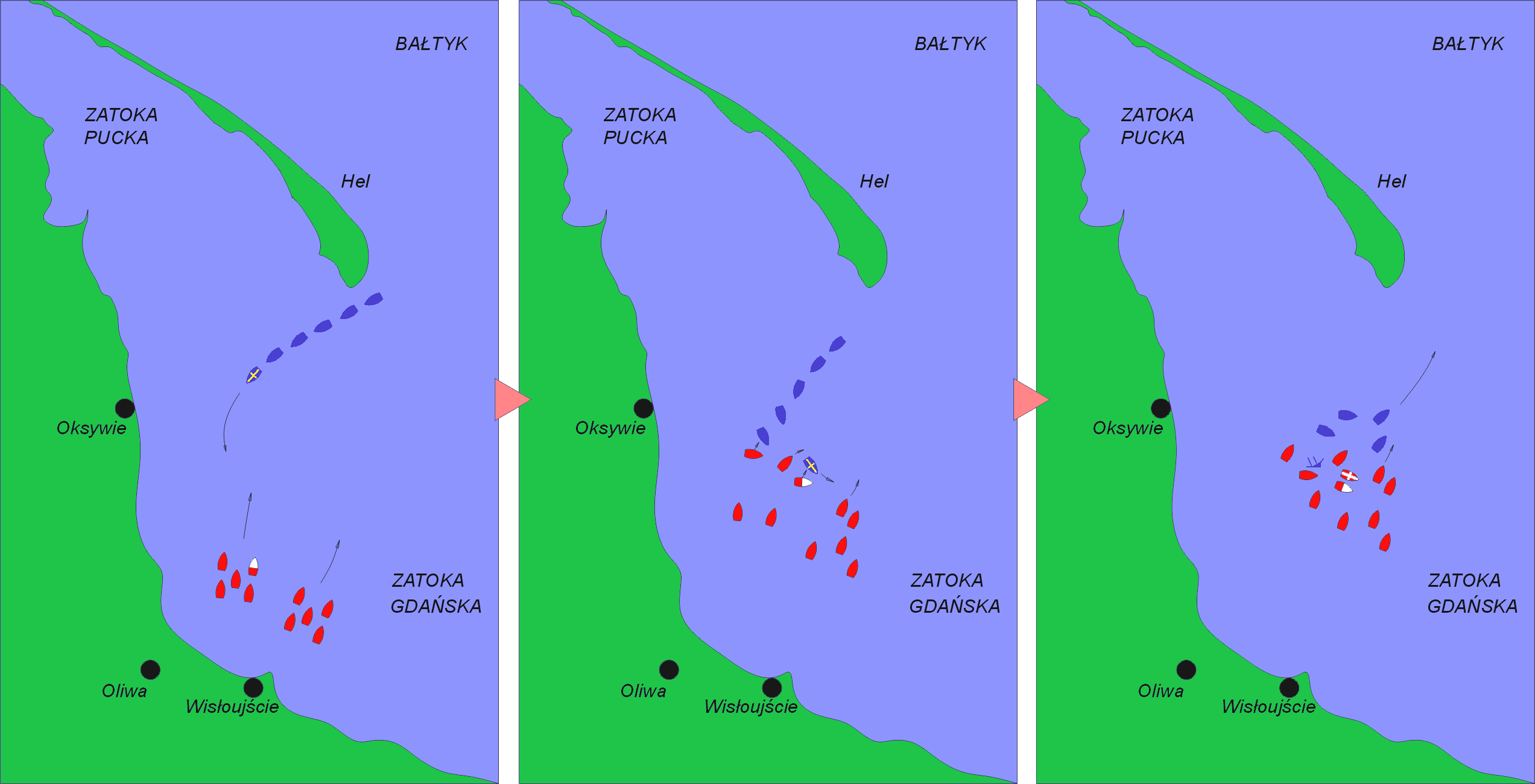
Rekonstruktion des Ablaufs der Schlacht

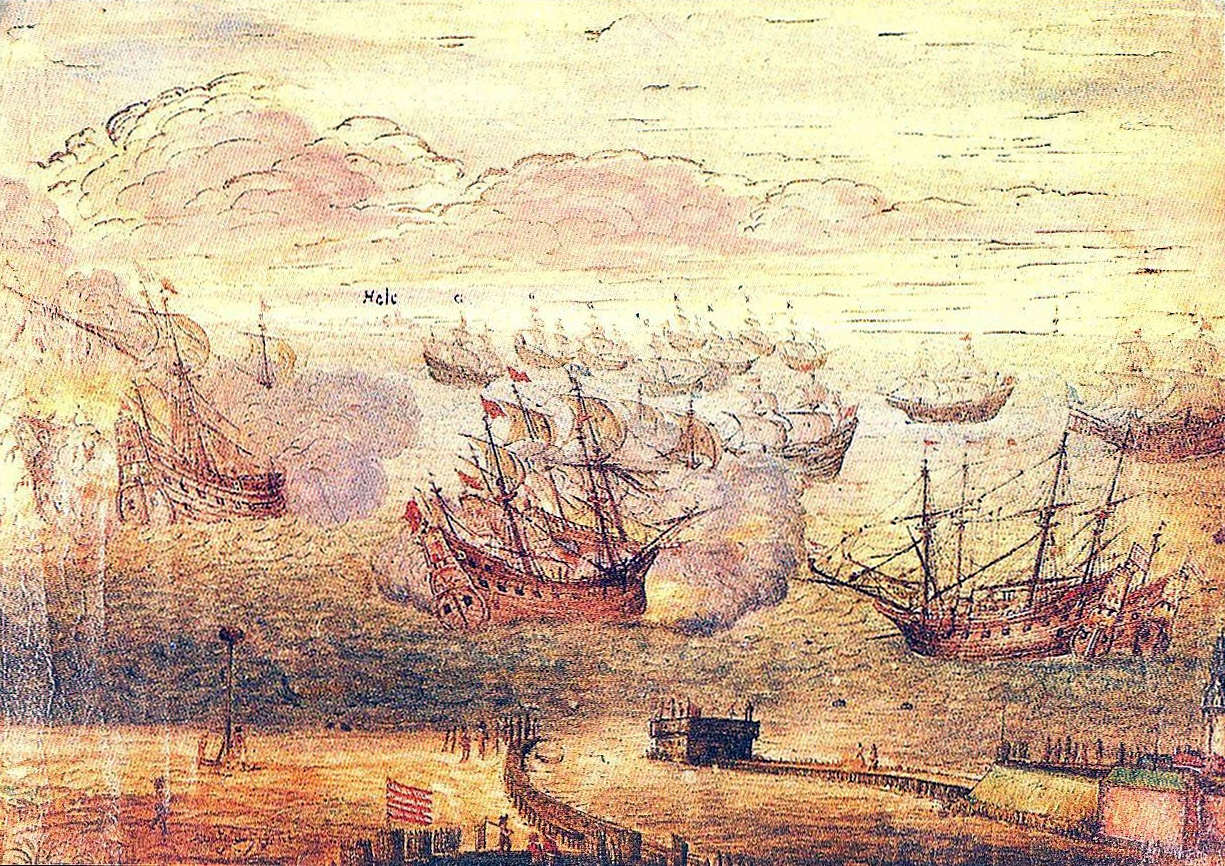
Ein Aquarell von Adolf Boy des Gefechtes vor der Weichselmündung

Zum Ende der Schifffahrtssaison segelte ein Teil der schwedischen Blockadeflotte in die Heimat und ließ nur ein Geschwader von sechs Schiffen zurück. Diese lagen bei Hel und blockierten damit die Zufahrt aus der Danziger Bucht und waren gleichzeitig hinter der Landzunge vor Stürmen geschützt.
Da die königliche Kommission in ihren Instruktionen einen Angriff ausschließlich bei eigener Überlegenheit gebot, war die Gelegenheit gegeben. Am 26. November wurden die beiden Schiffe „Gelbe Löw“ und „Meerweib“ in Richtung Nehrung auf See gesandt. Da aber „St. Georgen“ und „Feuerblase“ beim Auslaufen fest kamen, scheiterte der erste Versuch. Stattdessen wurden die Schweden gewarnt, die auch Segel setzten und die zwei ausgelaufenen polnischen Schiffe beschossen. Am Abend wurden alle polnischen Schiffe wegen der schwedischen Übermacht und aufziehenden Nebels wieder eingeholt.
Der ganze folgende Tag wurde verbraucht, um alle polnischen Schiffe zu leichtern und mit Booten aus der Mündung auf See zu bringen. Sie sammelten sich auf Reede und erwarteten den Feind. Am Morgen des nachfolgenden Tages, eben der 28. November, ging die „König David“ als drittes Führungsschiff zuerst unter Segel in Richtung Nehrung. Ihr folgte die „St. George“, als polnisches Flaggschiff mit dem Admiral, und anschließend die „Fliegende Hirsch“ und die „Meerweib“. Dahinter folgten, nach dem zweiten Führungsschiff „Meerman“, die übrigen fünf polnischen Fahrzeuge. Die polnischen Schiffe liefen vor dem Wind und hatten so die Luvseite inne. Jeder Kommandant eines Schiffes nahm sich einen Gegner seines Ranges vor. Deshalb hielt die „St. Georgen“ auf das Flaggschiff „Tigern“ zu und die „Meerman“ auf den schwedischen Führungsschiff „Solen“. Der polnische Admiral Arendt Dickman, ein gebürtiger Niederländer, beschoss die „Tigern“ zuerst mit vier Buggeschützen und anschließend mit der ganzen Breitseite. Da das schwedische Schiff Kurs auf die See nahm, musste das polnische Flaggschiff ebenfalls seinen Kurs ändern, um diesen entern zu können. Dadurch gelangte er aus Lee heraus und beim Schweden an die Steuerbordseite. Inzwischen hatte die „Fliegender Hirsch“ den Admiral überholt. Die „Meerweib“ legte sich an die beiden Hecks und beschoss von dort die schwedische Besatzung. Zu diesem Zeitpunkt entwickelte sich bereits ein heftiges Entergefecht zwischen der „George“ und „Tigern“. Nachdem die Schweden vom Oberdeck ihres Schiffes vertrieben wurden und ihre Flagge aus dem Topp geraubt wurde, fragten sie um Quartier nach. Dies wurde ihnen gewährt und damit war das Schiff Prise der „Georgen“.
Allerdings hatte die Besatzung der „Meerweib“ dies nicht erkannt und feuerten nun auf ihre eigenen Leute. Erst durch Zuruf von Dickman wurde dies beendet. Ebenso irrte sich die Besatzung der „Fliegenden Hirsch“. Erst beschoss sie das eigene Flaggschiff und legte sich dann bei der „Meerweib“ an, um zu entern. Die schwedische „Pelicanen“ hielt auf die „Georgen“ zu, mit der Idee diesen zwischen sich und der „Tigern“ in die Zange zu nehmen. Dabei wurde sie aber von Lee vom „König David“ beschossen. Die auf der schwedischen Prise befindlichen Polen der „St. Georgen“ wurden daraufhin auf ihr Schiff zurückgerufen, um die Geschütze zu bedienen. Nachdem sie zwei bis drei Lagen auf die „Pelicanen“ gaben, senkte diese das Vormarssegel und setzte eine weiße Flagge. Sie hatte durch die doppelte Ladung der „Georgen“ erhebliche Schäden und viele Verluste erlitten. Nachdem sie aber merkte, dass ihr niemand folgte, setzte sie Segel und ging in Richtung See. Obwohl sie die Pforten der Breitseite geschlossen hatte, schoss sie über die Heckpforten noch im Ablaufen auf die „Georgen“. Mit dem letzten Schuss tötete sie noch den Admiral Dickman.
Während dieser ganzen Zeit hatte die „Meermann“ direkt auf die „Solen“ zugehalten, um diese zur Prise zu machen. Auch sie eröffnete das Gefecht mit den Buggeschützen. Nach nur zwei bis drei Lagen legte man sich an die Steuerbordseite der „Solen“. Noch im Entergefecht wurden weiter die Geschütze abgefeuert. Nachdem die polnischen Seesoldaten auf dem Schweden waren, ist der schwedische Schiffer mit einem Pechkranz und Lunten unter Deck verschwunden. Der polnische Kapitän erkannte die Gefahr und sprang mit einem Großteil der Entermannschaft und mit ihm 32 Schweden auf das eigene Schiff zurück. Der Schiffer zündete den Pechkranz und sprang ins Pulver. Nach der Explosion des Schiffes ist das Gefecht beendet. Die verbliebenen Schweden wenden sich zur Flucht und werden von den bisher unbeteiligten polnischen Schiffen bis Hel verfolgt.

## Gegenüberstellung der Flotten
| polnische Schiffe              |                  | Kanonen | Lasten | Kapitän         | schwedische Schiffe   | Kanonen | Lasten | Kapitän           |
| ------------------------------ | ---------------- | ------- | ------ | --------------- | --------------------- | ------- | ------ | ----------------- |
| St. George                     | (Święty Jerzy)   | 31      | 200    | Johann Storch   | Tigern (Tiger)        | 22      | 160    | Simon Stewart     |
| Meermann                       | (Wodnik)         | 17      | 100    | Hermann Witte   | Solen (Sonne)         | 38      | 150    | Alexander Forrath |
| König David                    | (Król Dawid)     | 31      | 200    | Jacob Murray    | Pelikanen (Pelikan)   | 20      | 100    | […] Fritz         |
| Fliegender Hirsch / der „Däne“ | (Latający Jeleń) | 20      | 150    | Ellert Appelman | Månen (Mond)          | 26      | 150    | NN                |
| Arca Noë                       | (Arka Noego)     | 16      | 90     | Magnus Wesman   | Enhörningen (Einhorn) | 18      | 120    | NN                |
| Meerweib                       | (Panna Wodna)    | 12      | 80     | Adolf von Arzen | Papagojan (Papagei)   | 16      | 90     |                   |
| Gelber Löwe / „Alte Pincke“    | (Żółty Lew)      | 10      | 60     | Hans Kizer      |                       |         |        |                   |
| Weisser Löwe                   | (Biały Lew)      | 8       | 100    | Peter Böse      |                       |         |        |                   |
| Feuerblase                     | (Płomień)        | 18      | 120    | NN              |                       |         |        |                   |
| Schwarzer Rabe                 | (Czarny Kruk)    | 16      | 130    | Alexander Bley  |                       |         |        |                   |

## Folgen
Durch die im Gefecht erlittenen Schäden mussten die polnischen Schiffe auf die Reede von Danzig zurückkehren. Auch die polnischen Schiffe, die die Schweden verfolgten, kehrten, gemäß der ihnen gegebenen Instruktionen, nach Danzig zurück. Erst im Frühjahr nahm die schwedische Flotte die Blockade wieder auf. In der Zwischenzeit gingen vier polnische Schiffe auf Kaperfahrt in die Ostsee. Allerdings wurden durch die Winterstürme drei Schiffe schwer beschädigt und ein Fahrzeug kehrte nicht zurück. Danach kam es bis zum Frühjahr zu keinen weiteren Aktivitäten.
1628 konnte durch einen Überraschungsangriff schwedischer Truppen über Land, die Schiffe „Gelber Löwe“ und „St. Georg“ auf der Weichsel durch Artillerie zerstört werden. Bis zum Waffenstillstand 1629 geschahen keine weiteren nennenswerten Ereignisse.
Danach wurde die „König David“ wie die meisten polnischen Schiffe und auch die eroberte schwedische Prise „Tigern“ nach Wismar gesandt. Dort wurden sie der Wallensteinschen Flotte zur Verfügung gestellt. Keines der Fahrzeuge kehrte nach Danzig zurück, entweder wurden sie von Dänen oder Schweden aufgebracht, gingen zum Feind über oder wurden 1632 nach der Eroberung Wismars von den Schweden übernommen. Darunter war auch das ehemals schwedische Schiff „Tigern“.
Der Sieg einer katholischen Macht über protestantische Gegner wurde in der zeitgenössischen Publizistik für eigene Zwecke verwendet. Ludwig Camerarius soll Autor von Schreiben sein, die auf der eroberten „Tigern“ gefunden worden sein sollen. Dabei wurde vorausgesetzt, dass man jenen Camerarius als Autor protestantischer Pamphlete gegen die katholische Seite kannte. Nun wurde unterstellt, dass er seine Ansichten und Schmähungen in diesen eroberten Papieren besonders deutlich zum Ausdruck gebracht haben soll.
Im Laufe des 20. Jahrhunderts wurde dieser einzige Sieg polnischer Schiffe zur See für nationale und nationalistische Propaganda verwendet. Besonders in den 1930er und 1950er Jahren erschienen zahlreiche Beiträge zur Geschichte der Seefahrt im Königreich Polen. Die Seeschlacht bei Oliwa wurde aber erst nach dem Zweiten Weltkrieg Thema wissenschaftlicher Arbeiten.